# 薛萬淑
薛萬淑（?—?），中国唐朝軍人。本敦煌人，后徙雍州咸陽（今陕西省咸陽市）。
薛世雄之子，薛万均和薛万彻的哥哥，也以战功闻名。历任右领军将军、梁郡公、畅武道行军总管。630年，东突厥灭亡后，营州都督薛万淑派契丹族首领贪没折游说东北各少数族，奚、霫、室韦等十几个部族先后归顺唐朝。

## 传記資料
- 《新唐書》卷九十四 列传第十九 薛万彻传
- 《旧唐書》卷六十九 列传第十九 薛万彻传
- 《资治通鉴》唐纪